# .bm
.bm (Bermuda) é o código TLD (ccTLD) na Internet para a Bermudas.